# Очі дракона (фільм)
Очі дракона (англ. Dragon Eyes) — американський бойовик 2012 року режисера Джона Гаямса.

## Сюжет
Головний герой Хонг потрапляє до в'язниці. Він не прожив би там і декілька днів, якби його не врятував інший ув'язнений на ім'я Тіано. Після звільнення Хонг приїжджає в Новий Орлеан. Місто загрузло в злочинності, зраді і вбивствах. Хлопець, втомившись від беззаконня і безладдя, кидає виклик злочинності.

## У ролях
| Актор             | Роль          |
| ----------------- | ------------- |
| Кунг Ле           | Хонг          |
| Кристал Мантекон  | Розанна       |
| Пітер Веллер      | Містер В      |
| Жан-Клод Ван Дамм | Тіано         |
| Джонні Холмс      | Великий Джек  |
| Сем Медіна        | Біггі         |
| Гілберт Мелендес  | Трей          |
| Адріан Гаммонд    | Баєр          |
| Денні Космо       | Джанкі        |
| Денні Мора        | дідусь Джордж |